# مونتانيارد

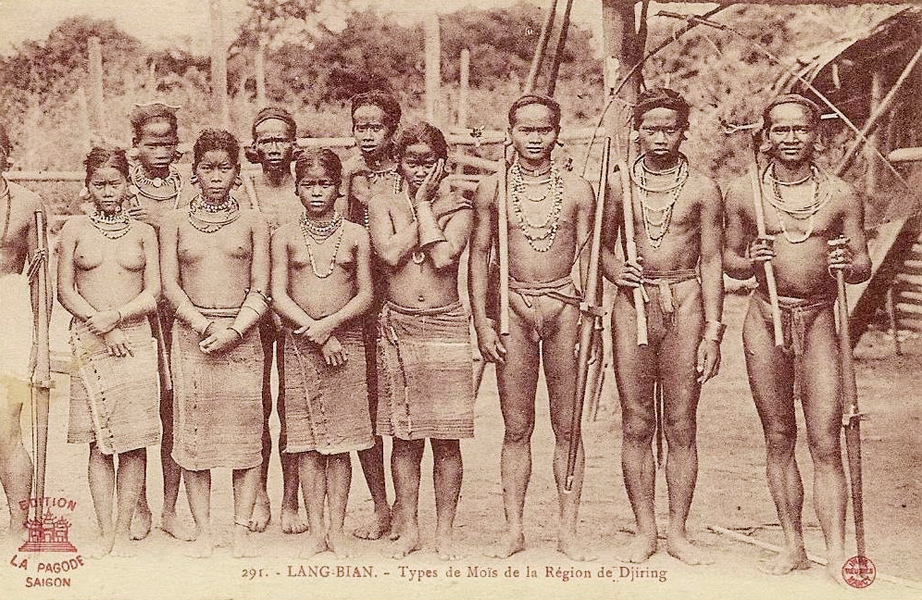

الجبليّون هم السكان الأصليون في النجاد الوسطى في فيتنام. المصطلح الفرنسي مونتانيارد يعني «أهل الجبل» وهو ترحيل من فترة الحماية الفرنسية في فيتنام. في الفيتنامية، يُعرفون بمصطلح (النجديّون) هذا المصطلح الآن يمكن تطبيقه أيضًا على مجموعات الأقليات العرقية الأخرى في فيتنام أو Người dân tộc thiểu số (حرفيًا، «شعب الأقليات»). في وقت سابق كان يشار إليهم بالازدراء باسم mọi. في بعض الأحيان يتم استخدام مصطلح ديغار للمجموعة كذلك. معظم الذين يعيشون في أمريكا يشيرون إلى أنفسهم باسم جبليون، في حين أن الذين يعيشون في فيتنام يشيرون إلى أنفسهم من قبل قبيلة فردية.